# MG XPower SV
La MG XPower SV est un coupé sportif produit par MG entre 2004 et avril 2005. Présentée en 2003, la X-power est mise en vente à partir de 2004 à un tarif commençant à 125 000 euros.

## Design
La XPower avance des lignes très tendues et dynamiques qui lui donnent un air de redoutable sportive. Le tableau de bord est à l'image de la voiture. La priorité était le sport, avec un tableau de bord "course", des sièges baquets et un aileron arrière (en option).

## La fin
Les ventes de la XPower s'effondrent une fois l'effet de nouveauté passé. De plus, elle souffrit du manque d'image de MG dans le domaine des sportives de haut niveau.
Le 7 avril 2005, MG-Rover est mis en faillite. La construction des XPower s'arrête après quatre prototypes et quatre-vingt-un exemplaires, dont certains sont terminés après la mise en faillite. Au moment de sa faillite, MG étudiait deux nouvelles versions de la XPower SV prévues pour 2006, un cabriolet et une version plus sportive.
En 2008, un descendant de la famille Riley annonce pouvoir produire la XPower, sans résultat,.

## Galerie

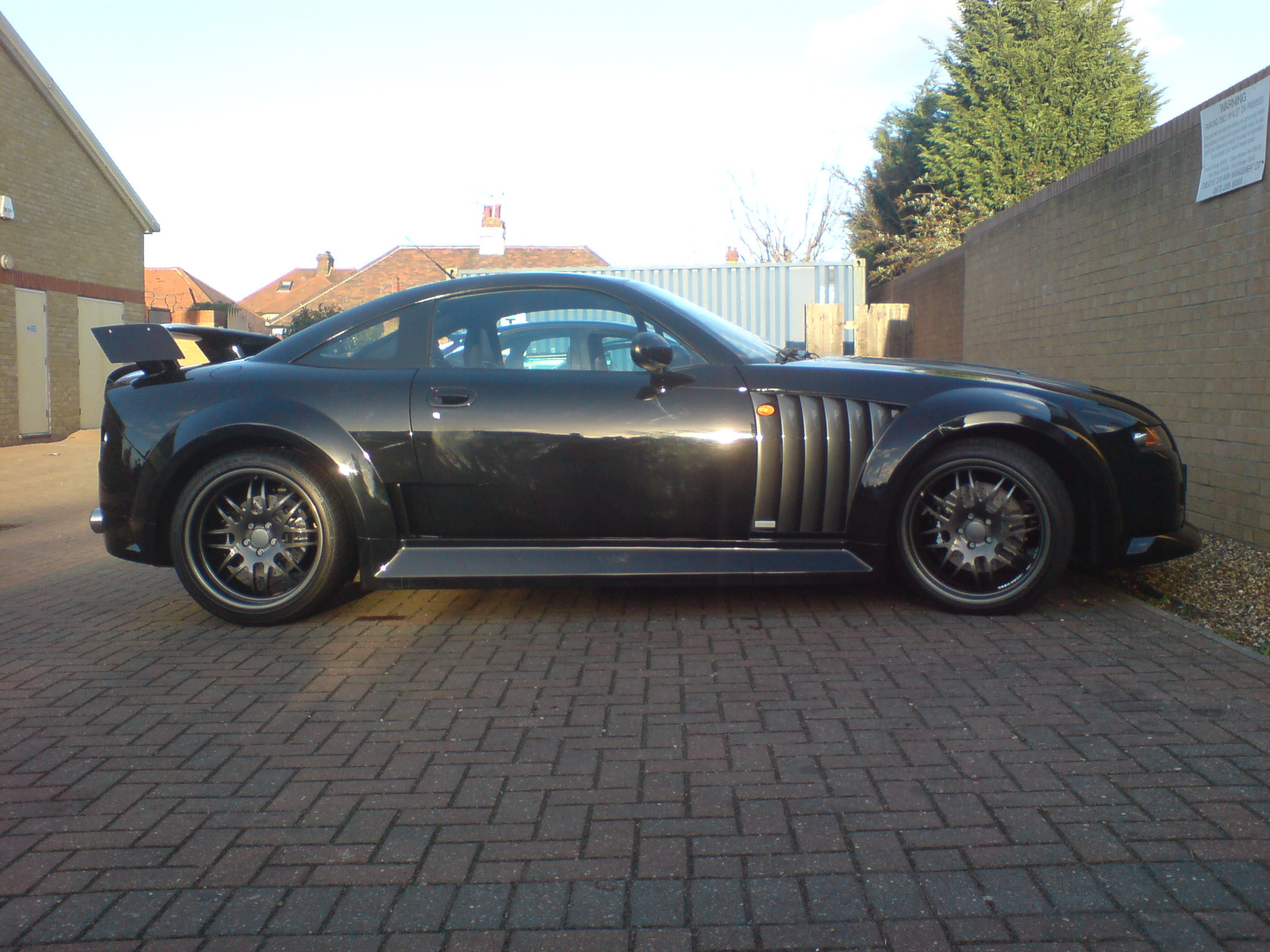
Vue de profil.
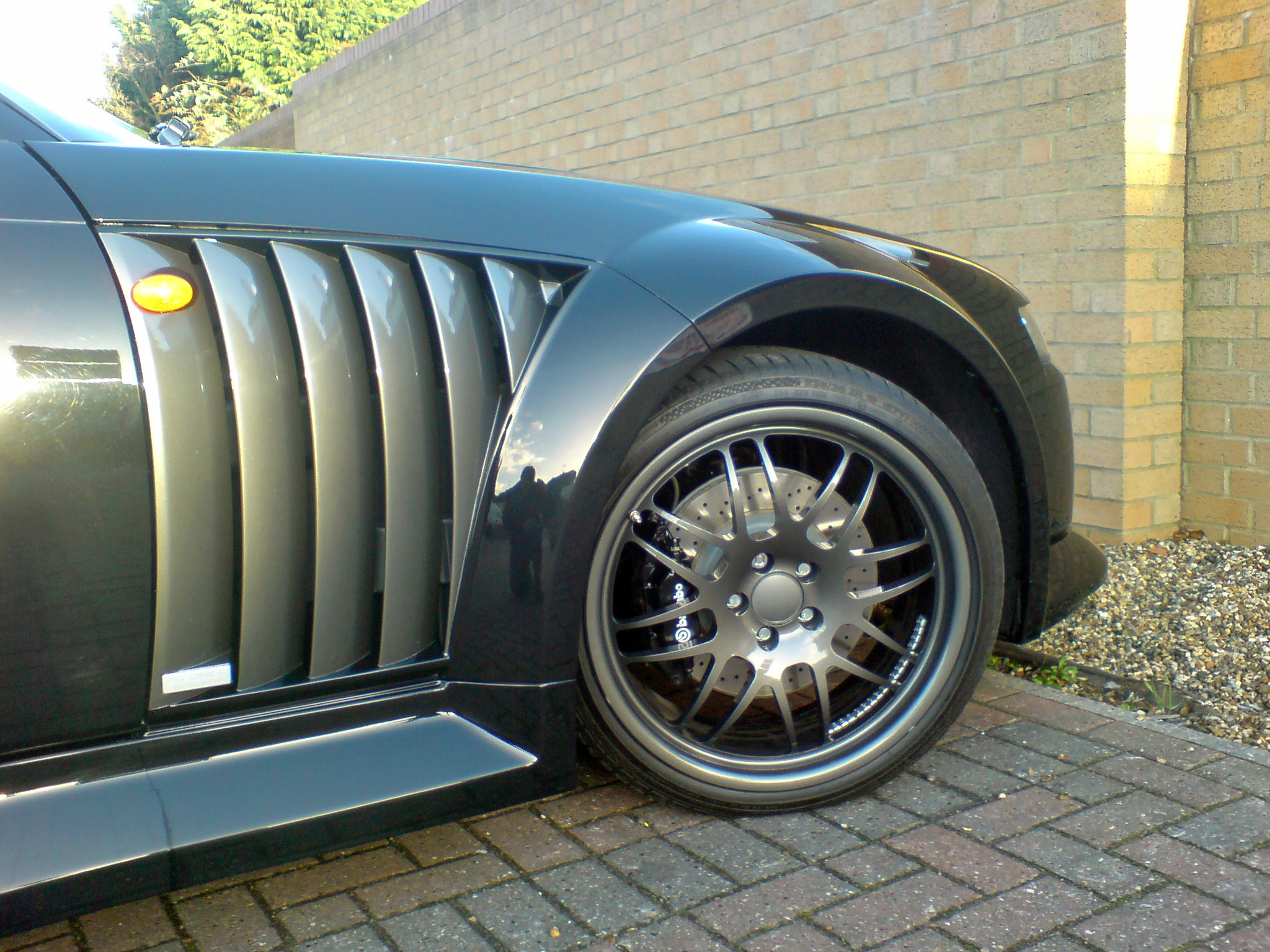
Vue du train avant.
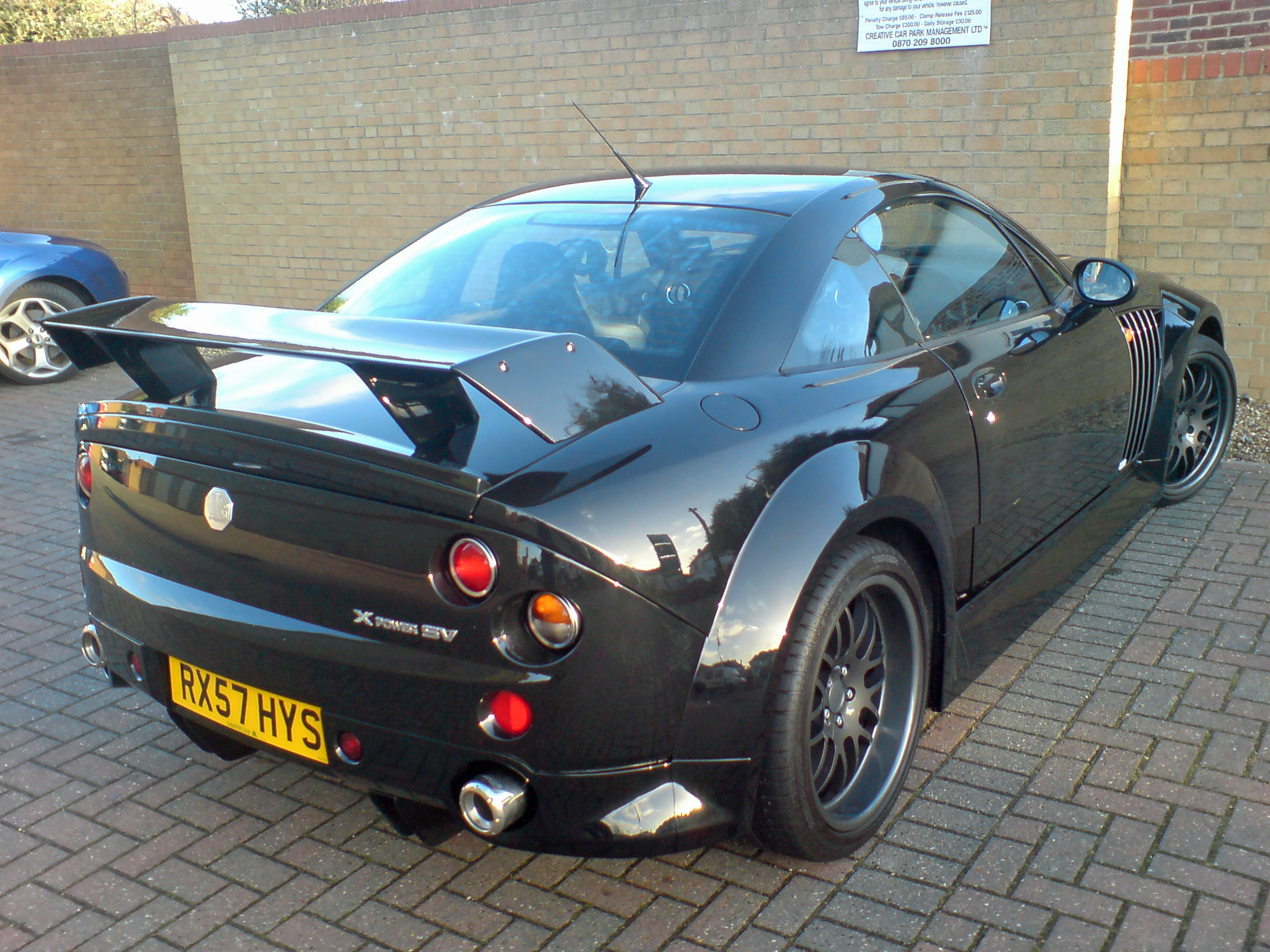
Vue de trois-quarts arrière.